# Hino (Tottori)
Pour les articles homonymes, voir Hino (homonymie).
Hino (日野町, Hino-chō) est un bourg du district de Hino, dans la préfecture de Tottori, au Japon.

## Géographie

### Situation
Le bourg de Hino est situé dans le sud-ouest de la préfecture de Tottori, sur l'île de Honshū, au Japon.

## Démographie
Au 1er septembre 2016, la population de Hino s'élevait à 3 352 habitants répartis sur une superficie de 133,98 km2.

## Transports
Hino est desservi par la ligne Hakubi de la JR West.

## Personnalités liées à la municipalité
- Chōkō Ikuta (1881-1936), critique littéraire et traducteur japonais, y est né.